# Technicolour (Montaigne-dal)
A  Technicolour (magyarul: Színpompa) Montaigne ausztrál énekesnő dala, mellyel Ausztráliát képviselte a 2021-es Eurovíziós Dalfesztiválon Rotterdamban. A dal belső kiválasztás során nyerte el a dalversenyen való indulás jogát.

## Eurovíziós Dalfesztivál
2020. február 8-án vált hivatalossá, hogy az ausztrál műsorsugárzó által megszervezett nemzeti döntő alatt megszerzett győzelemmel Montaigne-t választották ki a nézők és a zsűri az ország képviseletére a 2020-as Eurovíziós Dalfesztiválon. Március 18-án az Európai Műsorsugárzók Uniója bejelentette, hogy 2020-ban nem tudják megrendezni a versenyt a COVID–19-koronavírus-világjárvány miatt. Az ausztrál műsorsugárzó jóvoltából az énekesnő lehetőséget kapott az ország képviseletére a következő évben egy új versenydallal. A versenydalt március 5-én mutatták be.
Április 20-án az SBS bejelentette, hogy az ország delegációja nem tud a helyszínre utazni, ezért az énekesnő előre felvett live-on-tape produkciójával versenyeznek. Ausztrália volt az első ország, amelyik bejelentette, hogy nem vesznek részt élőben a versenyen.
Az Eurovíziós Dalfesztiválon a dalt először a május 18-án rendezett első elődöntőben adták elő, a fellépési sorrendben negyedikként, a svéd Tusse Voices című dala után és az észak-macedón Vasil Here I Stand című dala előtt. Az elődöntőben a nézői szavazatok és a nemzetközi zsűrik pontjai alapján nem került be a dal a május 22-én megrendezésre került döntőbe. Összesítésben 28 ponttal a 14. helyen végzett. 2015-ös debütálásuk óta ez volt az első év, hogy az Ausztráliát képviselő produkció nem jutott tovább az elődöntőből. 

## Slágerlisták
| Slágerlista (2021)        | Legjobb helyezés |
| ------------------------- | ---------------- |
| Hollandia (Single Top 30) | 29.              |
| Litvánia (AGATA)          | 42.              |